# 曽我貢誠
曽我 貢誠（そが こうせい、1953年 - ）は、秋田県出身の日本の詩人・編集者。日本ペンクラブ会員、日本詩人クラブ会員、日本現代詩人会会員。

## 来歴
1976年、第一詩集『都会の時代』（私家版）発行。
2014年、元教師の立場から学校で役立てられるものはないかと、学校生活に材を取った第二詩集『学校は飯を喰うところ』を文治堂書店から出版。詩壇のみならず教育関係者などからも話題となる。かつての教職仲間であり、現在成蹊大学准教授でもある喜岡淳治は「子どもたちへの思い、教育への思いが、文学青年のように詩という言葉を通して次から次へと紡ぎ出されていく」と評している。
2016年 、詩誌『とんぼ』を編集主幹として発行し、今までに服部剛らが同人として参加している。同年、佐相憲一・鈴木比佐雄と共同編集で、少年少女に向けた古今の日本のアンソロジー詩集『少年少女に希望を届ける詩集』をコールサック社から発行。
2020年、第三詩集『トッピンパラリのプー』を発行。故郷秋田の風物を描いた詩や、父親が従軍した太平洋戦争を描いた詩を収めた同詩集はメディアにも取り上げられる。

## 詩集
- 『都会の時代』（私家版） 1974年
- 『学校は飯を喰うところ』（文治堂書店） 2014年
- 『トッピンパラリのプー』（文治堂書店） 2020年